# Eugen Onegin

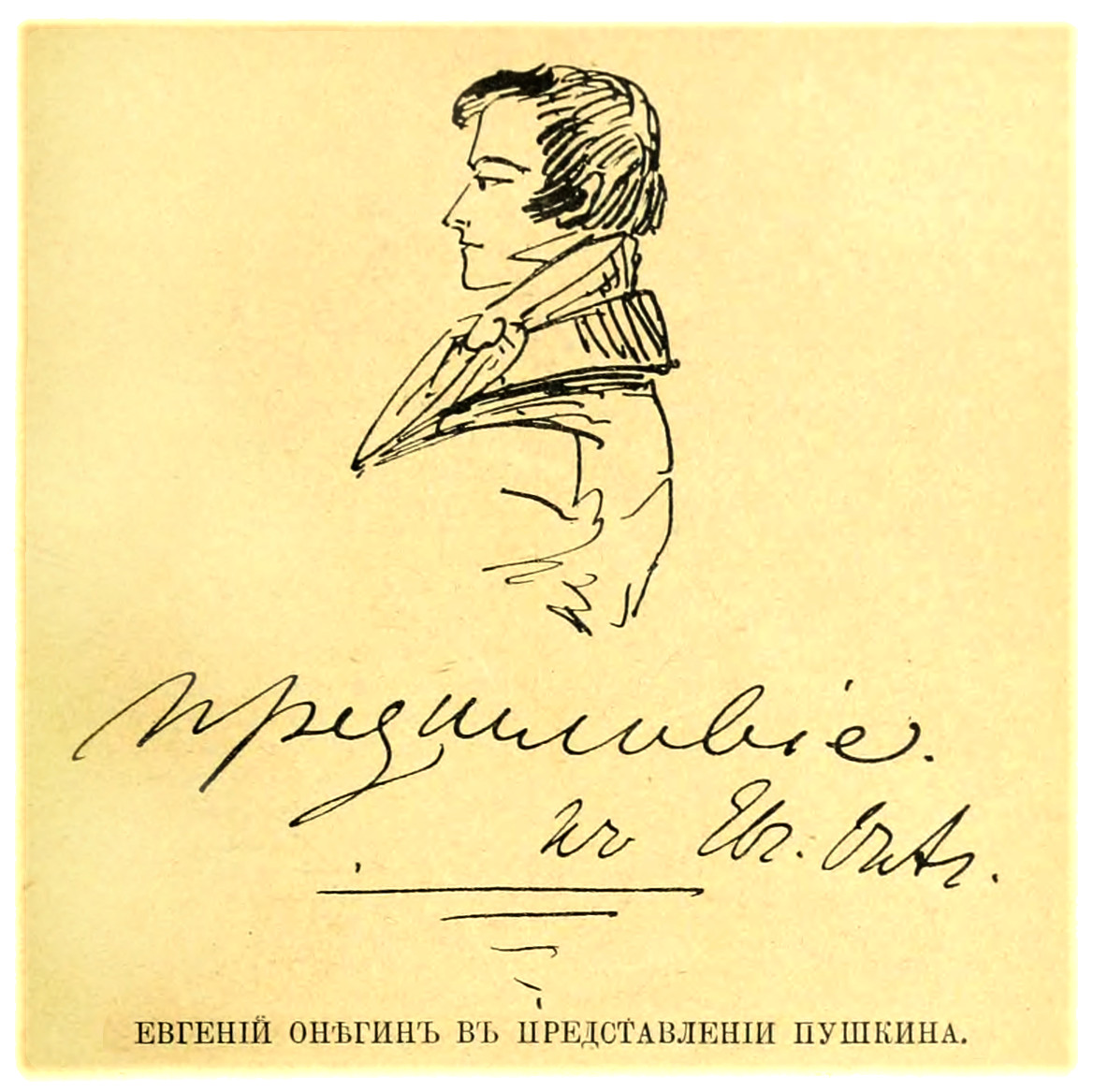
Huvudpersonen Eugen Onegin tecknad av Pusjkin själv.

Eugen Onegin eller Jevgenij Onegin (Евгений Онегин) är en versroman i åtta kapitel skriven av Aleksandr Pusjkin och publicerad 1823–1831. Eugen Onegin är också namnet på en opera av Pjotr Tjajkovskij.

## Handling
Eugen Onegin, en uttråkad dandy, lever i sus och dus i Sankt Petersburg. När hans farbror dör ärver han dennes lantegendom och flyttar från storstaden. På landet blir han vän med poeten Vladimir Lenskij och kommer genom honom i kontakt med Tatjana Larina, som blir kär i Onegin. Denne avvisar henne dock i ett av verket mest kända passager. Istället flirtar Onegin obetänksamt med Tatjanas syster Olga, Lenskijs fästmö, vilket får den impulsive unge poeten att utmana Onegin på duell. Motvilligt accepterar Onegin utmaningen och dödar morgonen därpå sin vän. Strax därefter lämnar han sin lantegendom och ger sig ut på en resa genom Ryssland (resan skildras i ett endast delvis bevarat nionde kapitel). Tatjana å sin sida sänds av sin familj till Moskva för att giftas bort. När de två långt senare åter möts i Sankt Petersburg har Tatjana – nu gift societetsdam – förändrats till den grad att Onegin först knappt känner igen henne. Denna gång är det han som faller för henne, men när han bekänner sin kärlek avvisar hon honom liksom han en gång avvisade henne.
Insprängt i handlingen finns också ett stort antal utvikningar, där Pusjkin driver med fenomen i det ryska samhället, kommenterar sin egen diktkonst och till och med placerar en stiliserad version av sig själv som en av Onegins vänner.

## Versmått
Eugen Onegin består nästan helt och hållet av 389 strofer som alla följer en strikt jambisk tetrameter, ibland känd som Onegin-strofen. Liksom sonetten har varje strof 14 jambiska rader, men rimmönstret är alltid detsamma: AbAbCCddEffEgg, där versalerna betecknar ett kvinnligt rim och gemenerna ett manligt. Betoningarna ligger alltid på de jämna stavelserna – andra, fjärde, sjätte, åttonde. Raderna med kvinnliga rim har nio stavelser, de med manliga har åtta.

## Översättningar till svenska
Det finns åtminstone två fullständiga rimmade översättningar till svenska: Alfred Jensens från 1889 (en omarbetad översättning utkom 1918) och Kjell Johanssons från 1999. Vidare finns ett sedan 2010 pågående översättningsprojekt av Ulrik Franke.